# Włodzimierz Stępień
Włodzimierz Tadeusz Stępień (Kielce; 24 de Outubro de 1952 — ) é um político da Polónia. Ele foi eleito para a Sejm em 25 de Setembro de 2005 com 12655 votos em 33 no distrito de Kielce, candidato pelas listas do partido Sojusz Lewicy Demokratycznej.